# Жак Оноре Ренье
Жак Оноре Ренье Гримальди (фр. Jacques Honoré Rainier Grimaldi; род. 10 декабря 2014, Жарден-Экзотик, коммуна Монако) — наследный принц Монако, маркиз де Бо.

## Биография
Родился 10 декабря 2014 года вместе со своей сестрой Габриэллой Терезой Марией в Монако в семье князя Альбера II и княгини Шарлен. Роды прошли путём кесарева сечения. Является наследником трона Монако.
Имя Жак получил в честь князя Монако Жака-Франсуа-Леонора де Гойон де Матийона, правившего в XVIII веке. Имя Оноре носили пять князей Монако в XVII—XIX веках. А имя Ренье дано в честь деда, князя Ренье III.

## Титул
Принц Жак является наследным принцем. Согласно исторической традиции, установленной в Пероннском договоре (1641 год), он получил титул маркиза де Бо (в Провансе).
Его полный титул: Его светлость принц Жак Оноре Ренье, наследный принц Монако и маркиз де Бо.

## Награды
- Кавалер Большого креста ордена Гримальди (10 мая 2015 года)[7].